# Röd himmel
Röd himmel (tyska: Roter Himmel) är en tysk romantisk dramafilm från 2023. Filmen är regisserad av Christian Petzold, som även skrivit filmens manus.
Filmen hade världspremiär på filmfestivalen i Berlin i februari 2023. Den hade biopremiär i Sverige den 12 juli 2024, utgiven av Njutafilms.

## Handling
Filmen kretsar kring fyra ungdomar som samlas i en stuga vid Östersjön, nära staden Ahrensoop. När en brand bryter ut i skogarna som omger stugan förändras stämningen mellan ungdomarna.

## Rollista (i urval)
- Thomas Schubert – Leon
- Paula Beer – Nadja
- Langston Uibel – Felix
- Enno Trebs – Devid
- Matthias Brandt – Helmut
- Esther Ash – Ms. König
- Jennipher Antoni – Mrs. Roland
- Jonas Dassler